# Agnieszka Opacka
Agnieszka Helena Konstancja Opacka I voto Rembielińska II voto Bechon herbu Prus III (przed 21 kwietnia 1779 w Warszawie, zm. 10 stycznia 1863 w Jeżewie) – hrabina, właścicielka ziemska m.in. Krośniewic i Mężenina.
Córka Chryzantego Opackiego i Marianny z Gomolińskich. Poślubiła w Rutkach dnia 15 lutego 1797 roku Rajmunda Rembielińskiego herbu Lubicz. Małżonkowie doczekali się jedynie córki, która zmarła w wieku dwóch lat w roku 1807. W wyniku ich rozwodu Rajmund Rembieliński wszedł w posiadanie dóbr krośniewickich i mężeńskich, ale te ostatnie za cenę jej dożywotniego utrzymania i możliwości mieszkania w Mężeninie.
Po rozwodzie z Rembielińskim, w roku 1820 poślubiła w Warszawie Jana Józefa Bechona. Małżeństwo to pozostało bezdzietne.
Została pochowana w kościele w Rutkach.
Jest jedną z bohaterek powieści Hanny Muszyńskiej-Hoffmannowej Kwitnące floksy.